# Estanislao Figueras
Estanislao Figueras y Moragas (Barcelona, 13 de noviembre de 1819-Madrid, 11 de noviembre de 1882) fue un abogado y político español, primer presidente de la Primera República Española.

## Biografía
Nació en Barcelona el 13 de noviembre de 1819. Licenciado en Derecho en 1844 se traslada a Tarragona para iniciar su carrera como abogado. Ingresa en el Partido Demócrata (1849), surgido a partir de una escisión del Partido Progresista, y, tras ser asesinado su compañero Francisco de Paula Coello en Barcelona, fue elegido diputado en 1851 por Tarragona, cuya Junta Revolucionaria presidió durante los acontecimientos políticos que condujeron al Bienio Progresista (1854-1856). 
En 1855 fue elegido diputado a Cortes, lideró la minoría republicana y votó a favor de un régimen republicano que la Cámara no aceptó. Al año siguiente, durante la elaboración del proyecto de Constitución, abogó por descentralizar el Estado y legitimar y hacer nuevas desamortizaciones, postura que le enfrentó a los procatólicos. Tras fracasar la algarada del Cuartel de San Gil, fue condenado a prisión en 1867 y huyó a Portugal. Pero al triunfar la revolución de septiembre de 1868 e iniciarse el Sexenio democrático, volvió para ingresar en el Partido Federal que dirigía Francisco Pi y Margall, y fundó el periódico La Igualdad, partidario del federalismo.
En febrero de 1873, tras la abdicación de Amadeo I, fue elegido «el primer presidente del Poder Ejecutivo de la República» por la Asamblea Nacional.
Tras la renuncia al trono de Amadeo de Saboya, dejó de tener validez la Constitución de 1869 y las Cortes sometieron a votación la proclamación de una república, la cual fue aprobada en febrero de 1873. El elegido para presidirla fue Estanislao Figueras, republicano federal de gran prestigio, pero solo desempeñó el cargo entre febrero y junio de 1873, ya que no pudo afrontar la crisis económica, la división interna de su propio partido "y la proclamación del Estat Català, que solo pudo revocar aceptando la disolución del ejército en Cataluña".
Antes de dimitir, en una sesión del Consejo de Ministros, habría espetado al resto: «Señores, ya no aguanto más. Voy a serles franco: ¡estoy hasta los cojones de todos nosotros!». Con el fin de su etapa como presidente del Poder ejecutivo de la República, huyó del país a Francia. Después de la Restauración protagonizó una división del Partido Federal en la que él se quedó con los federalistas orgánicos y Pi y Margall con los pactistas. El 8 de mayo de 1881 pronunció un discurso en Valencia en contra de Pi y Margall, alineándose con Salmerón y Zorrilla. Falleció en Madrid el 11 de noviembre de 1882.